# Copa Claro 2011 - Qualificazioni singolare
Le qualificazioni del singolare del Copa Claro 2011 sono state un torneo di tennis preliminare per accedere alla fase finale della manifestazione. I vincitori dell'ultimo turno sono entrati di diritto nel tabellone principale. In caso di ritiro di uno o più giocatori aventi diritto a questi sono subentrati i lucky loser, ossia i giocatori che hanno perso nell'ultimo turno ma che avevano una classifica più alta rispetto agli altri partecipanti che avevano comunque perso nel turno finale.

## Giocatori

### Teste di serie
1. Albert Ramos Viñolas (qualificato)
2. Daniel Muñoz de la Nava (secondo turno)
3. Diego Junqueira (ultimo turno)
4. Paul Capdeville (ultimo turno)

1. Peter Luczak (secondo turno)
2. Adrian Ungur (primo turno)
3. Iván Navarro (qualificato)
4. Juan Pablo Brzezicki (qualificato)

### Qualificati
1. Albert Ramos Viñolas
2. Pablo Galdón

1. Iván Navarro
2. Juan Pablo Brzezicki

## Tabellone qualificazioni

### 1ª sezione
|  | Primo turno       | Primo turno              | Primo turno          | Primo turno | Primo turno |  |  | Secondo turno | Secondo turno        | Secondo turno        | Secondo turno   | Secondo turno   |   |   | Ultimo turno | Ultimo turno         | Ultimo turno         | Ultimo turno | Ultimo turno |  |
|  |                   |                          |                      |             |             |  |  |               |                      |                      |                 |                 |   |   |              |                      |                      |              |              |  |
|  | 1                 | Albert Ramos Viñolas     | Albert Ramos Viñolas | 6           | 6           |  |  |               |                      |                      |                 |                 |   |   |              |                      |                      |              |              |  |
|  |                   | Alessandro Giannessi     | Alessandro Giannessi | 3           | 2           |  |  | 1             | Albert Ramos Viñolas | Albert Ramos Viñolas | 6               | 6               |   |   |              |                      |                      |              |              |  |
|  | Guillermo Durán   | Guillermo Durán          | Guillermo Durán      | 1           | 3           |  |  |               | Juan-Pablo Villar    | Juan-Pablo Villar    | 1               | 1               |   |   |              |                      |                      |              |              |  |
|  | Juan-Pablo Villar | Juan-Pablo Villar        | Juan-Pablo Villar    | 6           | 6           |  |  |               |                      |                      |                 |                 |   |   | 1            | Albert Ramos Viñolas | Albert Ramos Viñolas | 6            | 6            |  |
|  | Jorge Aguilar     | Jorge Aguilar            | 6(6)                 | 7           | 4           |  |  |               |                      |                      | Ricardo Hocevar | Ricardo Hocevar | 4 | 2 |              |                      |                      |              |              |  |
|  | Ricardo Hocevar   | Ricardo Hocevar          | 7                    | 5           | 6           |  |  |               | Ricardo Hocevar      | Ricardo Hocevar      | 6               | 7               |   |   |              |                      |                      |              |              |  |
|  |                   | Martín Vassallo Argüello | 6                    | 5           | 4           |  |  | 5             | Peter Luczak         | Peter Luczak         | 4               | 6(4)            |   |   |              |                      |                      |              |              |  |
|  | 5                 | Peter Luczak             | 3                    | 7           | 6           |  |  |               |                      |                      |                 |                 |   |   |              |                      |                      |              |              |  |

### 2ª sezione
|  | Primo turno       | Primo turno             | Primo turno             | Primo turno | Primo turno |  |  | Secondo turno  | Secondo turno           | Secondo turno | Secondo turno | Secondo turno |   |   | Ultimo turno      | Ultimo turno      | Ultimo turno | Ultimo turno | Ultimo turno |  |
|  |                   |                         |                         |             |             |  |  |                |                         |               |               |               |   |   |                   |                   |              |              |              |  |
|  | 2                 | Daniel Muñoz de la Nava | Daniel Muñoz de la Nava | 6           | 7           |  |  |                |                         |               |               |               |   |   |                   |                   |              |              |              |  |
|  |                   | Marco Trungelliti       | Marco Trungelliti       | 3           | 5           |  |  | 2              | Daniel Muñoz de la Nava | 2             | 6             | 6(6)          |   |   |                   |                   |              |              |              |  |
|  | Giovanni Lapentti | Giovanni Lapentti       | Giovanni Lapentti       | 6           | 6           |  |  |                | Giovanni Lapentti       | 6             | 1             | 7             |   |   |                   |                   |              |              |              |  |
|  | Caio Zampieri     | Caio Zampieri           | Caio Zampieri           | 4           | 2           |  |  |                |                         |               |               |               |   |   | Giovanni Lapentti | Giovanni Lapentti | 3            | 6            | 4            |  |
|  | Facundo Bagnis    | Facundo Bagnis          | Facundo Bagnis          | 6           | 6           |  |  |                |                         | Pablo Galdón  | Pablo Galdón  | 6             | 1 | 6 |                   |                   |              |              |              |  |
|  | Renzo Olivo       | Renzo Olivo             | Renzo Olivo             | 0           | 1           |  |  | Facundo Bagnis | Facundo Bagnis          | 6             | 6(4)          | 4             |   |   |                   |                   |              |              |              |  |
|  |                   | Pablo Galdón            | Pablo Galdón            | 6           | 7           |  |  | Pablo Galdón   | Pablo Galdón            | 1             | 7             | 6             |   |   |                   |                   |              |              |              |  |
|  | 6                 | Adrian Ungur            | Adrian Ungur            | 2           | 5           |  |  |                |                         |               |               |               |   |   |                   |                   |              |              |              |  |

### 3ª sezione
|  | Primo turno     | Primo turno          | Primo turno          | Primo turno | Primo turno |  |  | Secondo turno | Secondo turno   | Secondo turno   | Secondo turno | Secondo turno |   |   | Ultimo turno | Ultimo turno    | Ultimo turno    | Ultimo turno | Ultimo turno |  |
|  |                 |                      |                      |             |             |  |  |               |                 |                 |               |               |   |   |              |                 |                 |              |              |  |
|  | 3               | Diego Junqueira      | Diego Junqueira      | 6           | 6           |  |  |               |                 |                 |               |               |   |   |              |                 |                 |              |              |  |
|  |                 | Alejandro Fabbri     | Alejandro Fabbri     | 0           | 2           |  |  | 3             | Diego Junqueira | Diego Junqueira | 6             | 6             |   |   |              |                 |                 |              |              |  |
|  | Guido Andreozzi | Guido Andreozzi      | Guido Andreozzi      | 4           | 4           |  |  |               | Lionel Noviski  | Lionel Noviski  | 3             | 3             |   |   |              |                 |                 |              |              |  |
|  | Lionel Noviski  | Lionel Noviski       | Lionel Noviski       | 6           | 6           |  |  |               |                 |                 |               |               |   |   | 3            | Diego Junqueira | Diego Junqueira | 6(3)         | 5            |  |
|  | WC              | Juan Ignacio Londero | Juan Ignacio Londero | 2           | 4           |  |  |               |                 | 7               | Iván Navarro  | Iván Navarro  | 7 | 7 |              |                 |                 |              |              |  |
|  |                 | David Marrero        | David Marrero        | 6           | 6           |  |  |               | David Marrero   | 4               | 7             | 6(5)          |   |   |              |                 |                 |              |              |  |
|  | WC              | Gonzalo Tur          | Gonzalo Tur          | 4           | 2           |  |  | 7             | Iván Navarro    | 6               | 5             | 7             |   |   |              |                 |                 |              |              |  |
|  | 7               | Iván Navarro         | Iván Navarro         | 6           | 6           |  |  |               |                 |                 |               |               |   |   |              |                 |                 |              |              |  |

### 4ª sezione
|  | Primo turno      | Primo turno          | Primo turno          | Primo turno | Primo turno |  |  | Secondo turno | Secondo turno        | Secondo turno        | Secondo turno        | Secondo turno |   |   | Ultimo turno | Ultimo turno    | Ultimo turno | Ultimo turno | Ultimo turno |  |
|  |                  |                      |                      |             |             |  |  |               |                      |                      |                      |               |   |   |              |                 |              |              |              |  |
|  | 4                | Paul Capdeville      | Paul Capdeville      | 6           | 6           |  |  |               |                      |                      |                      |               |   |   |              |                 |              |              |              |  |
|  | WC               | Facundo Lugones      | Facundo Lugones      | 4           | 0           |  |  | 4             | Paul Capdeville      | Paul Capdeville      | 6                    | 6             |   |   |              |                 |              |              |              |  |
|  | WC               | Diego Schwartzman    | Diego Schwartzman    | 6           | 6           |  |  | WC            | Diego Schwartzman    | Diego Schwartzman    | 1                    | 4             |   |   |              |                 |              |              |              |  |
|  |                  | Andrea Collarini     | Andrea Collarini     | 1           | 1           |  |  |               |                      |                      |                      |               |   |   | 4            | Paul Capdeville | 3            | 6            | 2            |  |
|  | Agustín Velotti  | Agustín Velotti      | 6                    | 4           | 6           |  |  |               |                      | 8                    | Juan Pablo Brzezicki | 6             | 3 | 6 |              |                 |              |              |              |  |
|  | Facundo Argüello | Facundo Argüello     | 3                    | 6           | 0           |  |  |               | Agustín Velotti      | Agustín Velotti      | 5                    | 0             |   |   |              |                 |              |              |              |  |
|  |                  | Juan-Pablo Amado     | Juan-Pablo Amado     | 1           | 1           |  |  | 8             | Juan Pablo Brzezicki | Juan Pablo Brzezicki | 7                    | 6             |   |   |              |                 |              |              |              |  |
|  | 8                | Juan Pablo Brzezicki | Juan Pablo Brzezicki | 6           | 6           |  |  |               |                      |                      |                      |               |   |   |              |                 |              |              |              |  |